# آدم مور
آدم مور (بالإنجليزية: Adam Moore)‏ هو لاعب كرة قاعدة أمريكي، ولد في 8 مايو 1984 في مينيولا في الولايات المتحدة.

## وصلات خارجية
- آدم مور على موقع دوري كرة القاعدة الرئيسي (الإنجليزية)
- آدم مور على موقعبيزبول رفرنس.كوم (الدوري الرئيسي) (الإنجليزية)
- آدم مور على موقعبيزبول رفرنس.كوم (الدوري الثانوي) (الإنجليزية)
- آدم مور على موقع إي إس بي إن.كوم (أم.أل.بي) (الإنجليزية)
- آدم مور على موقع مشجعي الرسوم البيانية (الإنجليزية)